# Елісео Альберто
Елісео Альберто (ісп. Eliseo Alberto de Diego y García Marruz ; нар. 10 вересня 1951, Арройо-аранхо, провінція Гавана, Куба}} — пом. 31 липня 2011, Мехіко) — кубинський та мексиканський письменник.

## Біографія
Син відомого поета Елісео Дієго, небіж поетеси Фіни Гарсіа Маррус. Закінчив Гаванський університет, де вивчав журналістику. Був головним редактором журналу Caimán Barbudo, заступником головного редактора журналу Cine Cubano. Викладав у Міжнародній кіношколі в Гавані, у Центрі підготовки кінематографістів у Мехіко та ін. З 1990 жив у Мехіко, з 2000 — громадянин Мексики.
Помер у відділенні інтенсивної терапії від серцевих ускладнень після операції з пересадки нирки.

## Творчість
Автор кількох збірок віршів, романів, сценаріїв ігрових та документальних фільмів (серед останніх — фільм про батька «Чотири пори року Елісео Дієго», 1994), книг для дітей. У кіно не раз співпрацював із Габріелем Гарсіа Маркесом.

## Твори

### Вірші
- Importará el trueno (1975)
- Las cosas que yo amo (1977)
- Un instante en cada cosa (1979)

### Романи
- La fogata roja (1983, роман для дітей, Національна премія критики)
- La eternidad por fin inicia un lunes (1992, мемуари; італ. пер. 2004, пол. пер. 2008)
- Informe contra mi mismo (1997, мемуари; нім. пер. 1999)
- Caracol Beach (1998, премія іспанського видавництва Альфагуара ; англ., нім, фр. пер. 2000, фін., пол. пер. 2001, словен. та кит. Пер. 2002)
- La fábula de José (1999, порт. пер. 1999, нім. пер. 2000, англ. і хорв. пров. 2002, фр. і пол. пров. 2003)
- Естер десь там, або Роман Ліно і Ларрі По / Esther en alguna parte, o El romance de Lino y Larry Po (2005, перевид.: Гавана, 2010)
- Una noche dentro de la noche (2006)
- El retablo del Conde Eros (2008, англ. пер. 2009, пол. пер. 2011)

### Есе
- Dos cubalibres (2004, перевид. 2005)
- La vida arriba: crónicas periodísticas (2010)
- Viento a favor: crónicas periodísticas (2012)

## Визнання
Романи перекладені багатьма мовами, включаючи турецьку та китайську. Лауреат кількох національних та міжнародних премій за прозу. За сценарій фільму «Гуантанамера» (1995, реж. Томас Гутьєррес Алеа) отримав премію Співтовариства кіносценаристів Іспанії.